# ヘイ!あがり一丁
『ヘイ!あがり一丁』（ヘイ!あがりいっちょう）は、1989年1月12日から同年3月23日にかけてフジテレビ系列で放送されたテレビドラマ。全11話。

## 概要・あらすじ
すし屋に住むことになった女子大生の人情奮闘記、ホームコメディ。本作の舞台の中心となったのは、東京都中央区勝どきに実在する寿司店『はし田』。当時の主人（寿司職人ではし田二代目の橋田建二郎の先代）が寿司指導を担当し、劇中の店名もそのまま『はし田』であった。
龍子は博多にある『龍ずし』の娘。悲しいことがあった時には寿司をつまみたくなるという癖がある。東京に上京していた龍子は失恋して悲しみに暮れるある日、女友達を誘って回転寿司店へ行った。そこではし田の長男の慎太郎と出会うも、二人は寿司のことで大げんかになってしまう。ところがひょんなことから、龍子ははし田に居候して慎太郎と同居することとなる。

## キャスト
- 中川龍子 - 富田靖子
  - 大学生。実家は博多の『龍ずし』。ひょんなことから寿司店『はし田』に居候する。
- 朝倉慎太郎 - 布川敏和
  - 鉄太郎の息子で、寿司職人見習い。
- 朝倉鉄太郎 - 林隆三
  - はし田の親方。
- 橋田銀冶 - 江戸家猫八
  - はし田の親方で、鉄太郎の師匠。
- 立山秀次 - ジョニー大倉
  - はし田の寿司職人。
- 長島茂 - 山田辰夫
  - はし田の寿司職人。
- 金子康夫 - 工藤正貴
  - はし田の寿司職人。
- 朝倉ひとみ - 小高恵美
  - 慎太郎の妹。
- 米田大空 - 伊藤智恵理
  - 春吉の妹で、高校生。
- 米田春吉 - 柳沢慎吾
  - 鳶職「米田組」の若頭。慎太郎の先輩。
- 室井正（春吉の子分） - 湯江健幸
  - 鳶職「米田組」の従業員で、春吉の子分。大空に恋をしている。
- 克彦 - 石橋保
- 今村健一 - 柳沢超
  - 春吉たちの行き着けの喫茶店でアルバイトをしている。
- 田代志乃 - 姿晴香
  - 小料理屋「たぬき」の女将
- 高木千春 - 松村優子
  - 小料理屋「たぬき」の従業員。
- 楠木とし江 - 相楽晴子
  - 龍子とは大学での同級生で友人。克彦の恋人。
- 由美（龍子の同級生） - 山瀬まみ
- はし田の客 - 石倉三郎（第6話）
- 中川龍造 - 寺田農
  - 龍ずしの寿司職人。行方不明になる龍子の父。
- 中川清子 - 野川由美子
  - 龍子の母。

## サブタイトル
| 話数 | 放送日        | サブタイトル                 | 脚本       | 演出     |
| ---- | ------------- | ---------------------------- | ---------- | -------- |
| 1    | 1989年1月12日 | 私をすし屋へ連れてって！     | 土屋斗紀雄 | 若松節朗 |
| 2    | 1989年1月19日 | 若奥様は根性だ!?             | 土屋斗紀雄 | 若松節朗 |
| 3    | 1989年1月26日 | おやじ泣かせるぜ             | 小林政広   | 若松節朗 |
| 4    | 1989年2月2日  | がんこオヤジの涙             | 土屋斗紀雄 | 服部嘉和 |
| 5    | 1989年2月9日  | スシは心で握るんだ！         | 小林政広   | 服部嘉和 |
| 6    | 1989年2月16日 | 働かざる者すし食うべからず！ | 小林政広   | 若松節朗 |
| 7    | 1989年2月23日 | こんな時に好きだなんて！     | 土屋斗紀雄 | 若松節朗 |
| 8    | 1989年3月2日  | 大逆転！花嫁衣装は誰が着る!? | 小林政広   | 服部嘉和 |
| 9    | 1989年3月9日  | 好きなら奪って！             | 土屋斗紀雄 | 河野圭太 |
| 10   | 1989年3月16日 | 恋人たちは逃げないゼ！       | 小林政広   | 服部嘉和 |
| 11   | 1989年3月23日 | 恋のニギリで乾杯             | 土屋斗紀雄 | 若松節朗 |

## スタッフ
- 企画：亀山千広、清水賢治、柴田徹
- プロデューサー：武田和、森田要
- 脚本：土屋斗紀雄、小林政広
- 演出：若松節朗、服部嘉和、河野圭太
- 演出補：河野圭太、佐藤祐市
- 音楽：田中公平
- 広報：吉見健士
- 技術協力：東通、タムコ
- 照明協力：ティ・エル・シー
- 美術協力：東宝ビルト、高津映画装飾
- 音響効果：スポット
- スタジオ：目黒スタジオ
- 制作：東宝、フジテレビ

## 主題歌・挿入歌
- FAIRCHILD「ラブ・シックは好き」

## エピソード
- 後年、主演の布川敏和が語った裏話として、当時ジャニーズ事務所が猛プッシュしていた少年忍者の柳沢超の出番を増やすように要求。そのために出番を減らされた湯江健幸らが所属する渡辺プロダクションとの間でトラブルになっていたという。